# James Gomez (piłkarz)
James Gomez (ur. 14 listopada 2001 w Bakary Sambouya) – gambijski piłkarz grający na pozycji środkowego obrońcy. Od 2024 jest zawodnikiem Odense Boldklub.

## Kariera piłkarska
Swoją piłkarską karierę Gomez rozpoczął w klubie Real Bandżul. W 2019 roku zadebiutował w jego barwach w pierwszej lidze gambijskiej.
W styczniu 2020 roku Gomez został wypożyczony do duńskiego klubu AC Horsens, grającego w Superligaen. Swój debiut w nim zaliczył 19 lutego 2020 w przegranym 0:6 wyjazdowym meczu z FC Nordsjælland. W styczniu 2021 został wykupiony przez Horsens. W sezonie 2020/2021 spadł z nim z Superligaen do 1. division.
W dniu 19 lipca 2023 roku podpisał kontrakt ze Spartą Praga. W lidze czeskiej zadebiutował 5 sierpnia 2023 roku w wygranym 5:2 meczu z FK Pardubice.
1 lutego 2024 roku został piłkarzem Odense Boldklub. W sezonie 2023/2024 jego zespół spadł do 1. division.
| Sezon   | Klub              | Kraj   | Rozgrywki      | Mecze | Gole |
| ------- | ----------------- | ------ | -------------- | ----- | ---- |
| 2019/20 | Real Bandżul      | Gambia | First Division | ?     | ?    |
| 2019/20 | AC Horsens (wyp.) | Dania  | Superligaen    | 3     | 0    |
| 2020/21 | AC Horsens (wyp.) | Dania  | Superligaen    | 1     | 0    |
| 2020/21 | AC Horsens        | Dania  | Superligaen    | 12    | 1    |
| 2021/22 | AC Horsens        | Dania  | 1. division    | 31    | 0    |
| 2022/23 | AC Horsens        | Dania  | Superligaen    | 28    | 1    |
| 2023/24 | Sparta Praga      | Czechy | Fortuna Liga   | 5     | 0    |
| 2023/24 | Odense Boldklub   | Dania  | Superligaen    | 12    | 0    |
| 2024/25 | Odense Boldklub   | Dania  | 1. division    | 7     | 0    |

## Kariera reprezentacyjna
W reprezentacji Gambii Gomez zadebiutował 8 czerwca 2021 w wygranym 1:0 towarzyskim meczu z Togo, rozegranym w Manavgat i w debiucie strzelił gola. W 2022 roku został powołany do kadry na Puchar Narodów Afryki 2021. Rozegrał na nim pięć meczów: grupowe z Mauretanią (1:0), z Mali (1:1) i z Tunezją (1:0), w 1/8 finału z Gwineą (1:0) i ćwierćfinałowy z Kamerunem (0:2). Był również powołany na Puchar Narodów Afryki 2023, na którym rozegrał trzy spotkania.